# グルマンマルセ
グルマンマルセ株式会社は岐阜県不破郡垂井町宮代にある各種パンを製造・販売する企業。

## 会社の特色
地産地消を標榜し、地域に根差した店・工場作りを目指している。
学校給食のパンは地元の垂井町だけではなく、近隣の町の学校にも供給している。
愛知県一宮市生協の意見・要望を取り入れたパン作りにも取り組んでいる。

## グルマンヴィタル店舗一覧
パンの森・垂井本店
- 住所：岐阜県不破郡垂井町宮代441
- 営業時間：8時～19時
- 定休日：火曜日

一宮店
- 住所：愛知県一宮市丹陽町伝法寺字東流2863番地
- 営業時間：8時～19時
- 定休日：水曜日（祭日（祝日）は営業）

長者町店 / 名古屋ブランチ
- 住所：愛知県名古屋市中区錦2-6-13
- 長者町えびすビルパート3：1階
- 営業時間：9時30分～19時（平日）・10時～18時（土曜日）
- 定休日：日曜日・祭日（祝日）

藤ケ丘サンプラザ店（FC）
- 住所：愛知県名古屋市名東区藤里町1601
- 名古屋サンプラザ シーズンズ：1階
- 営業時間：9時～18時30分
- 定休日：日曜日・月曜日

豊田店
- 住所：愛知県豊田市前山町1-27
- Mパーク内
- 営業時間：10時～21時（平日）・9時～21時（土曜日・日曜日）
- 定休日：なし（原則・年中無休）